# Леони (Кјети)
Леони (итал. Leoni) је насеље у Италији у округу Кјети, региону Абруцо.
Према процени из 2011. у насељу је живело 107 становника. Насеље се налази на надморској висини од 113 м.